# Neudorf (Raeren)
Neudorf (ndl.: Nieudorp) ist ein Ortsteil der belgischen Gemeinde Raeren in der deutschsprachigen Gemeinschaft. Der Ort liegt auf etwa 300 Metern Meereshöhe unmittelbar südwestlich des Hauptorts Raeren. Neudorf liegt rund 10 Kilometer südlich von Aachen am nordöstlichen Rand des Hohen Venns am Iterbach.
Sehenswert ist Schloss Knoppenburg, ein ehemaliger Gutshof mit klassizistischem Herrenhaus am westlichen Ortsrand von Neudorf.

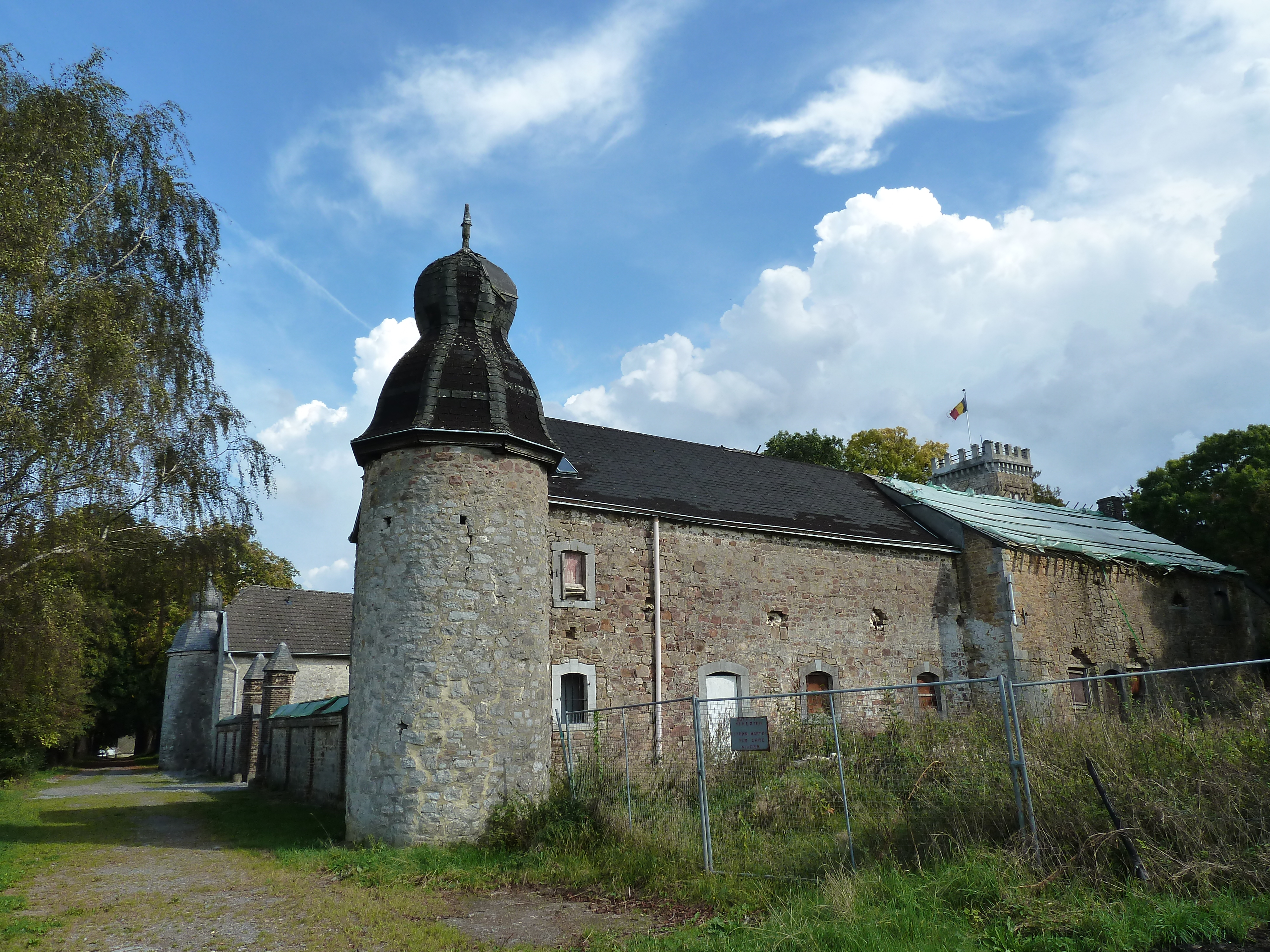
Die Knoppenburg

## Geschichte
Der Ort wurde 1241 in einem Akt des Aachener Marienstiftes erwähnt und geht auf eine Urbanisierung zwischen dem 9. und 13. Jahrhundert zurück. Zu jener Zeit hat sich an zwei Armen des Öslinger Weges, einer wichtigen Verkehrsachse zwischen Aachen und Trier, der Ort Neudorf entwickelt, der dann später mit Raeren zusammengewachsen ist, wobei die erste schriftliche Erwähnung Raerens auf das Jahr 1400 stammt. Im 17. Jahrhundert erwähnen die Quellen die Ortschaften Raeren-Neudorf in Zusammenhang mit dem eigenständigen Pfarrbezirk von St. Nikolaus Raeren, der sich 1670 von der Pfarrkirche St. Stephanus in Walhorn losgelöst hat. Schließlich wurden seit 1693 die Ortsansässigen in einem gemeinsamen Verzeichnis für Raeren-Neudorf aufgelistet, welches für das Jahr 1827 bereits 484 Einwohner für den Ortsteil Neudorf ausweist.
Noch im 20. Jahrhundert befand sich im Ort Neudorf eine alte Schule, die 1955 der katholischen Landjugend übertragen wurde, die bis heute dort ihren Sitz hat.

## Sprache
Neben dem in der Schule unterrichteten und in der Gemeinde gebräuchlichen Standarddeutsch spricht die Bevölkerung teilweise noch den traditionellen Dialekt der Region, der limburgische und ripuarische Einflüsse aufweist.